# Most obrotowy w Little Current

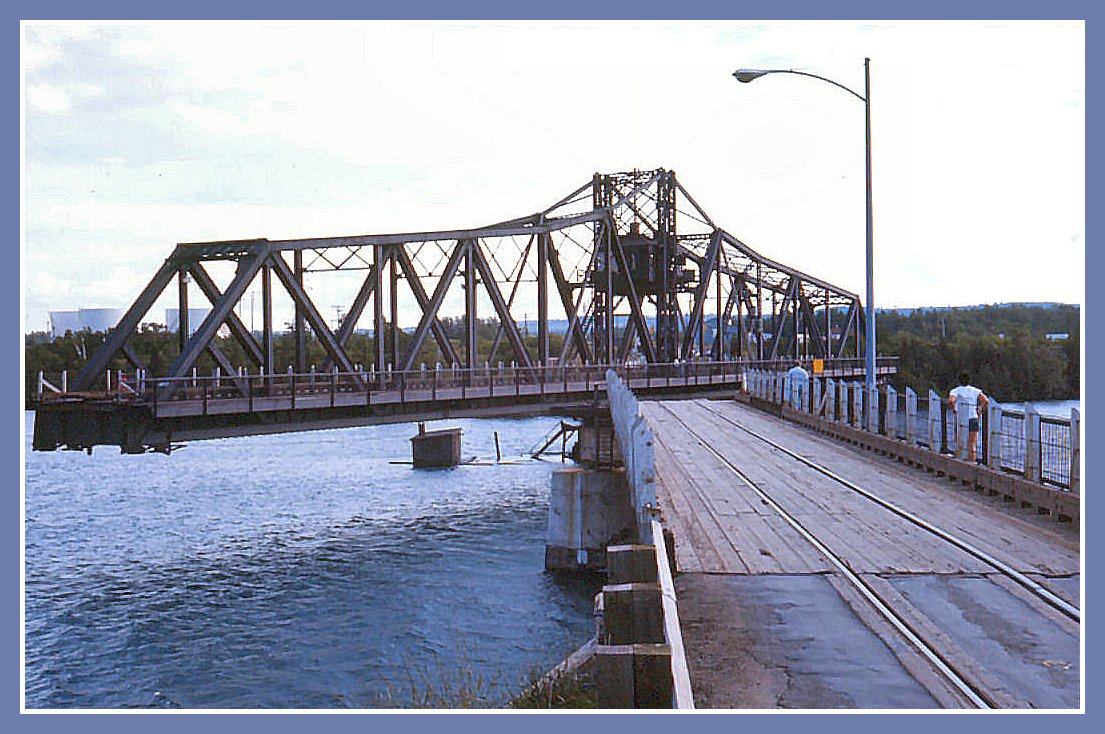
Most w trakcie obrotu (1976 r.)

Most obrotowy w Little Current (ang. Little Current Swing Bridge) – drogowy most obrotowy w prowincji Ontario w Kanadzie.

## Położenie
Most znajduje się w tej części prowincji Ontario, która leży już na północ od jeziora Huron. Usytuowny jest w ciągu prowincjalnej drogi nr 6 (ang. Highway 6; do 1980 r. w tym miejscu formalnie: Ontario Highway 68). Leży w miejscowości Little Current w gminie Northeastern Manitoulin and the Islands, w północno-wschodniej części wyspy Manitoulin. Most łączy wyspę Manitoulin z niewielką wysepką zwaną Goat Island, którą z kolei stały most łączy z kolejną wyspą – Great La Cloche Island, a tą – następny most ze stałym lądem.
Omawiany most został wybudowany w postaci obiektu ruchomego w celu pozostawienia drożnym ważnego dla żeglugi po Wielkich Jeziorach przesmyku wodnego, łączącego Zatokę Georgian na wschodzie z Kanałem Północnym na zachodzie.

## Konstrukcja
Konstrukcja mostu składa się z centralnego, murowanego pylonu, osadzonego na litej skale pośrodku kanału wodnego (na głębokości ok. 7,2 m) oraz ze stalowego, kratownicowego, obrotowego przęsła łączącego oba brzegi. Na północnym brzegu (od strony Goat Island) jako przedłużenie przyczółka wybudowano dwa blachownicowe przęsła stałe o długościach po 21 m, zaś na brzegu południowym (od strony wyspy Manituolin) jedno takie przęsło długości 18 m. Po obu stronach pylonu centralnego żegluga otrzymała do dyspozycji dwa tory wodne o szerokości po 48 m. Centralne, obrotowe przęsło długości 112 m usytuowane zostało na wysokości 5,3 m ponad średnim poziomem wody w kanale, co umożliwia mniejszym jednostkom całodobowe przejście pod mostem. Budowa centralnego pylonu, obu przyczółków oraz podpór przęsęł stałych pochłonęła ok. 1940 m³ betonu.

## Historia

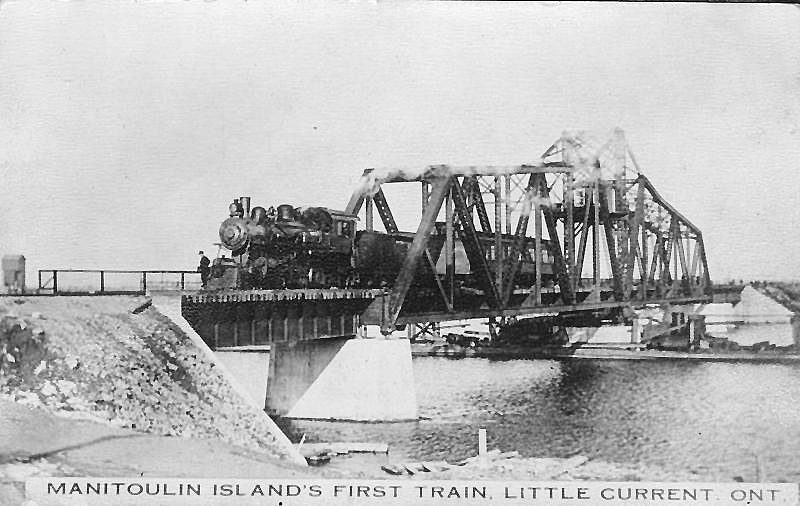
Pierwszy pociąg Algoma Eastern Railway na moście w 1913 r.

Most wybudowało przedsiębiorstwo kolejowe Algoma Eastern Railway. W 1912 r. wzniesiono pylon centralny oraz oba przyczółki, zaś w 1913 r. zmontowano przęsło obrotowe. Pierwszy pociąg przybył do Little Current w październiku tegoż roku. W marcu 1930 r. linię przejęła Canadian Pacific Railway (CPR). Zgodnie z prawodawstwem dotyczącym żeglugi, most zostawał otwarty przez cały czas, z wyjątkiem okresów niezbędnych do przejazdu pociągów.
W 1946 r. CPR i ministerstwo transportu prowincji Ontario uzgodniły, że most będzie przebudowany w taki sposób, aby był również dostępny dla ruchu samochodowego. Wiązało się to ze znacznym wzrostem ruchu na drodze nr 6. W 1980 r. zakończyła działalność linia kolejowa do Little Current i od tego czasu most pełni już tylko funkcje mostu drogowego.

## Zasady ruchu na moście
W lecie (tj. letnim okresie żeglugowym) most jest otwarty dla żeglugi w ciągu pierwszych 15 minut po każdej pełnej godzinie od świtu do zachodu słońca. W pozostałym czasie (tj. kolejne 45 minut każdej godziny oraz w nocy) most jest zamknięty i zezwala na ruch kołowy. W zimowym półroczu, gdy żegluga zamiera, most jest cały czas zamknięty (ponieważ w tym okresie nie kursuje prom pomiędzy Tobermory a South Baymouth na wyspie Manitoulin; most stanowi wówczas jedyne połączenie wyspy Manitoulin ze stałym lądem). Na moście obowiązuje ruch wahadłowy, sterowany sygnalizacją świetlną. Sygnalizator usytuowany od strony Little Current jest jedynym takim urządzeniem na całej wyspie Manitoulin.

## Ochrona prawna
Most, jako jedna z niewielu takich konstrukcji w Kanadzie, został uznany za obiekt dziedzictwa (ang. Ontario Heritage site).